# باشگاه ورزشی سنترو دومینگیتو
سنترو دومینگیتو یک باشگاه فوتبال حرفه‌ای مستقر در ویلمستاد است که در لیگ دسته اول کوراسائو بازی می‌کند.

## افتخارات
- دسته اول کوراسائو: ۶ قهرمانی